# 東京代々木ユースホステル
東京代々木ユースホステル（とうきょうよよぎユースホステル）は、日本ユースホステル協会に加盟していた東京都のユースホステル。『国立オリンピック記念青少年総合センター』の中にあったが、「諸般の都合により」2012年3月15日の宿泊をもって業務を終了した。

## 概要
『特殊法人オリンピック記念青少年総合センター』の施設の一部を開放したユースホステル。1967年10月1日付で開設した時は『14号棟』を充てていたが、その後『15号棟』もユースホステルとして充てられるようになった。老朽化により『14号棟』『15号棟』が取り壊された後は『宿泊A棟』（1994年（平成6年）4月竣工）を閉館時まで使用していた。閉館後も建物は現存し、宿泊施設として使用中である。
以下は閉館時の状況である。

## 設備
- 荷物預かりあり
- クレジットカード可
- ウォーキング協会会員特典あり
- 周辺で野鳥観察可
- 談話室あり
- コインランドリーあり
- 駐輪場あり
- シングルルームあり
- インターネット接続可能PCあり
- 全館禁煙

## アクセス
- 小田急小田原線『参宮橋駅』下車、徒歩15分。
- 東京メトロ千代田線『代々木公園駅』下車、徒歩15分。

## その他
国家公務員試験での官庁訪問の際の宿泊施設として人事院が紹介していた。